# Incerticyclus
Incerticyclus é um género de gastrópode  da família Neocyclotidae.
Este género contém as seguintes espécies:
- Incerticyclus cinereus
- Incerticyclus martinicensis
- Incerticyclus perpallidus
- Incerticyclus prominulus